# Duḥkha
Duḥkha ( /dukə/; sanskrt: दुःख; pali: dukkha ) je pomemben koncept v hinduizmu in budizmu, pogosto prevajan kot »trpljenje«, »nesreča«, »bolečina«, »nezadovoljstvo« ali »stres«. Nanaša se na temeljno nezadovoljstvo in bolečino vsakdanjega življenja. Je prva od štirih plemenitih resnic in je ena od treh znamenj obstoja. Izraz se pojavlja tudi v svetih spisih hinduizma, recimo v Upanišadah, v razpravah o mokši (duhovni osvoboditvi).

## Etimologija in pomen
Duḥkha (skt; pali dukkha) je izraz, ki ga najdemo v starodavni indijski literaturi in pomeni vse, kar je »neprijetno, težko in ki povzroča bolečino ali žalost«. V indijskih religijah gre tudi za pojem nrave življenja, ki samo po sebi vključuje »neprijetno«, »trpljenje«, »bolečino«, »žalost«, »stisko«, ali »bedo«. Izraz duḥkha nima enobesednega prevoda in vključuje različne vidike neprijetnih človeških izkustev. Je protipomenka besede sukha, ki pomeni »srečo«, »udobje« ali »lahkotnost.«
Beseda je običajno razložena kot izpeljanka iz arijske terminologije za osišče. Nanaša se na osišče, ki ni v sredini, kar povzroči nemirno in neprijetno vožnjo. Po mnenju Winthropa Sargeanta so bili:
... starodavni Arijci, ki so v Indijo prinesli sanskrtski jezik, nomadski, konjerejski in govedorejski ljudje, ki so potovali na vozovih, ki so jih vlekli konji ali voli. Su in dus sta predponi, ki označujeta dobro ali slabo. Beseda kha v poznejšem sanskrtu pomeni »nebo«, »eter« ali »vesolje« in je bila prvotno beseda za "luknjo", zlasti za osišče enega od arijskih vozil. Tako je sukha ... prvotno pomenil »imeti dobro osišče«, duḥkha pa »imeti slabo osišče«, kar povzroča nelagodje.
Joseph Goldstein , ameriški učitelj in pisatelj vipassane , etimologijo pojasnjuje na naslednji način:
Beseda dukkha je sestavljena iz predpone du in korena kha. Du pomeni »slabo« ali »težko«. Kha pomeni »prazen«. "Prazno" se tukaj nanaša na več stvari - nekatere posebne, druge bolj splošne. Eden od posebnih pomenov se nanaša na prazno osišče. Če se os slabo prilega osišču, to privede do zelo trde vožnje. To je dobra analogija našega potovanja po samsari.
Glede na vnos v slovarju Monier-Williams pa se zdi, da so dejanske korenine palijskega izraza dukkha nahajajo v sanskrtskih korenih मस्- (dus- , »slab«) + स्था (stha , »stati«). Redne fonološke spremembe v razvoju sanskrta v različne prakrite (»narečja«) so pripeljale do spremembe od dus-sthā preko duḥkha vse do dukkha.

## Budizem
Sodobni prevajalci budističnih besedil uporabljajo različne besede za pojasnjevanje vidikov duḥkhe. Zgodnji zahodni prevajalci budističnih besedil (pred 1970) so palijski izraz dukkha običajno prevajali kot »trpljenje«. Poznejši prevajalci so poudarjali, da je »trpljenje« preveč omejen prevod in so ga raje pustili neprevedenega ali pa ga pojasnili z izrazi, kot so tesnoba, stiska, frustracija, nelagodje, nezadovoljstvo itd. Številni sodobni učitelji, učenjaki in prevajalci so uporabljajo izraz »nezadovoljstvo«, da bi poudarili tudi najbolj subtilne vidike duḥkhe. Sodobni prevajalci uporabljajo širok nabor besed za prevajanje duḥkhe, mnogi izmed njih pa ga raje pustijo kar neprevedenega.
V budističnih sutrah je duḥkha razdeljena na tri kategorije:
- dukkha-dukkha, trpljenje zaradi trpljenja - vključuje telesno in duševno trpljenje zaradi rojstva, staranja, bolezni, umiranja in stisko zaradi nezaželenih stvari;
- viparinama-dukkha, trpljenje zaradi sprememb - to je duḥkha prijetnih ali srečnih izkustev, ki se spremenijo v neprijetne, ko prenehajo vzroki in razmere, ki so ustvarile prijetne izkušnje.
- sankhara-dukkha, vseprisotno trpljenje - duḥkha pogojenega izkustva. Sem spada osnovno nezadovoljstvo, ki prežema ves obstoj, vse oblike življenja, saj se vse oblike življenja spreminjajo, so nestalne in nimajo notranjega jedra ali oprijemljivosti. Na tej ravni izraz označuje pomanjkanje zadovoljstva, občutek, da stvari nikoli ne ustrezajo našim pričakovanjem ali standardom.

Različne sutre povzemajo, da je življenje v tem »posvetnem svetu« obravnavano kot duḥkha, začenši s saṃsāro, procesom smrti in ponovnega rojstva:
1. rojstvo je duḥkha, staranje je duḥkha, bolezen je duḥkha, smrt je duḥkha;
2. žalost, objokovanje, bolečina, žalost in obup so duḥkha;
3. druženje z neprijetnimi ljudmi je duḥkha; ločitev od ljubljenih je duḥkha;
4. neizpolnitev želja je duḥkha.
5. skratka, pet agregatov oklepanja je duḥkha.

Duḥkha je eno izmed treh znamenj obstoja: duḥkha (»trpljenje«), anātman (»nesebstvo«) in anitya (»nestalnost«).
Budistična tradicija poudarja pomen razvijanja vpogleda v naravo duḥkhe, v pogoje, ki jo povzročajo, in v načine, kako jo premagati. Ta postopek je razložen v učenjih o štirih plemenitih resnicah.

## Hinduizem
V hinduizmu so najzgodnejše Upanišade – Bṛhadāraṇyaka in Chāndogya - po vsej verjetnosti nastale pred prihodom budizma. V teh hindujskih spisih se sanskrtska beseda duḥkha (दुःख) pojavlja v kontekstu "trpljenja, žalosti, stiske" in v kontekstu duhovnega iskanja in osvoboditve s spoznanjem ātmana (duša, sebstvo).
V verzu 4.4.14 v Bṛhadāraṇyaka upaniṣadi piše:
Ko smo še vedno tu, smo to spoznali [ātman]. Če ga niste spoznali, je vaše uničenje veliko. Tisti, ki so to vedeli, so postali nesmrtni. Kar pa zadeva ostale – čaka jih le trpljenje.
V verzu 7.26.2 v Chāndogya upaniṣadi je zapisano:
Ko človek pravilno vidi [svojo dušo], ne vidi smrti, bolezni ali stiske. Ko človek pravilno vidi, vidi vse, zmaga nad vsem, popolnoma.
Pojem žalosti in trpljenja ter samospoznanja kot sredstva za njegovo premagovanje se v predbudističnih Upanišadah pogosto pojavlja skupaj z drugimi izrazi. Tudi izraz duḥkha se pojavlja v številnih drugih srednjih in poznejših postbudističnih Upanišadah, kot npr. v verzu 6.20 v Śvetāśvataropaniṣadi, kakor tudi v Bhagavad-giti v kontekstu mokše. Izraz se pojavi tudi v temeljih sutrah šestih šol hindujske filozofije, na primer v začetnih vrsticah Samkhya karike.

## Primerjava budizma in hinduizma
Tako hinduizem kot budizem poudarjata, da je duḥkho moč premagati z razvijanjem razumevanja. Vendar se obe religiji zelo razlikujeta po načinu tega razumevanja. Hinduizem poudarja razumevanje in sprejemanje atmana (sebstva, duše). Povezava z atmanom je stiska in trpljenje, ki ga povzroča posamezna situacija, ki lahko nasprotuje posameznikovi želji in dojemanju. Duḥkha  določa zlasti občutek razočaranja, ki izhaja iz vrzeli med posameznikovo zaznavo, željami ter dejansko situacijo. Budizem pa poudarja razumevanje in sprejemanje anatte (nesebstva) kot sredstva za osvoboditev. Pomen besede duḥkha se v različnih šolah indijske misli uporablja na različne načine; sem spada tudi budizem.